# Pyrestes rectipes
Pyrestes rectipes là một loài bọ cánh cứng trong họ Cerambycidae.